# Grushin Gr-1
Il Grushin Gr-1 era un aereo da caccia bimotore a lungo raggio, realizzato in Unione Sovietica all'inizio degli anni quaranta; ne fu realizzato un solo esemplare, prodotto presso il GAZ n°135 di Charkiv e non superò lo stadio di prototipo. Per la sua autonomia, per il ruolo cui era destinato e per l'impianto in cui fu prodotto, viene anche denominato IDS-135, traslitterazione della sigla in caratteri cirillici ИДС (in russo Истребитель Дальнего Сопровождения?, Istrebitel’ Dal’nego Soprovoždeniâ, cioè «Aereo da caccia a lungo raggio»).

## Storia del progetto
L'aereo fu progettato da Pëtr Dmitrievič Grušin: laureato presso il MAI (Istituto dell'Aviazione di Mosca) , dove aveva in seguito lavorato alla realizzazione di velivoli, da poco aveva ricevuto l'incarico di capo progettista dell'Ufficio sperimentale di progettazione associato all'Impianto Aeronautico di Stato n°135.
Il primo, e principale, incarico che Grušin ricevette una volta giunto nell'impianto industriale ucraino, fu quello di realizzare un aereo bimotore da destinare al ruolo di caccia di scorta a lungo raggio.
Il progetto nacque sostanzialmente contemporaneo a quello di altri velivoli dalle stesse caratteristiche (quali il MiG DIS, il Polikarpov TIS e il Tairov Ta-3) e il suo sviluppo risultò particolarmente celere tanto che già prima della fine del 1940, per quanto ancora incompleto, l'aereo ottenne la denominazione di Gr-1, sigla che indicava le prime due lettere del cognome del progettista a capo del programma secondo il sistema recentemente adottato dalle autorità sovietiche, e fu avviato alle prove statiche.
Le prove rivelarono un numero consistente di problemi minori e richiesero diversi giorni prima di essere completate; tuttavia fu soltanto al termine della procedura che l'aereo fu disassemblato e inviato allo TsAGI per svolgere le prove aerodinamiche nella nuova galleria del vento, che consentiva di testare i velivoli senza dover ricorrere a modelli in scala ridotta. Una volta completato anche questo ciclo di prove, l'aereo ritornò all'impianto di produzione per essere finalmente testato in volo.
L'invasione tedesca dell'Unione Sovietica sconvolse però ogni programma e la decisione di evacuare lo stabilimento di Charchiv costrinse nuovamente a disassemblare l'aereo per consentirne il trasporto via ferrovia verso la nuova destinazione di Novosibirsk, dove l'impianto sarebbe stato rimesso in funzione. Nel corso del viaggio di trasferimento, il treno che trasportava il Gr-1 fu bersaglio di un attacco da parte di velivoli della Luftwaffe: l'aereo rimase seriamente danneggiato e i disegni progettuali andarono perduti nell'incendio provocato dal bombardamento, ponendo bruscamente e definitivamente termine allo sviluppo del bimotore.

## Tecnica

### Struttura
Nelle sue linee generali il Grushin Gr-1 mostrava una notevole somiglianza con il Messerschmitt Bf 110 che aveva suscitato una considerevole impressione negli ambienti aeronautici dell'epoca; anche le misure dei due velivoli erano molto vicine tra loro e la principale differenza apprezzabile con facilità era la cabina di pilotaggio monoposto del bimotore sovietico.
Questa, in particolare, era stata una scelta ponderata in relazione al peso finale del velivolo: al fine di contenerne il valore per non compromettere le prestazioni, tra la possibilità di avere la cabina monoposto dotata di blindatura e una biposto ma priva di adeguata protezione per l'equipaggio, i progettisti approfondirono la questione fino a determinare che la prima soluzione avrebbe consentito un risparmio complessivo di 18 kg.
Il Grushin Gr-1 si presentava nelle forme di un monoplano snello con prua affusolata e sottile fusoliera di sezione ovale, al termine della quale era presente impennaggio con doppia deriva. L'ala era dritta con estremità tronche, rastremata su entrambi i bordi; superfici di controllo erano presenti nella parte esterna delle semiali. Malgrado la somiglianza esteriore, dal punto di vista strutturale, l'ala era molto differente da quella del Bf-110 in particolare per i longheroni realizzati in acciaio scatolato.
Un altro aspetto singolare del Grushin Gr-1 era il posizionamento dei radiatori dell'impianto di raffreddamento che erano disposti nella parte inferiore della sezione centrale dell'ala (tra la fusoliera e le gondole dei motori), ed erano retrattili all'interno dello spessore alare, a seconda delle necessità.
Il carrello d'atterraggio era di tipo classico e retrattile; gli elementi anteriori si ritraevano all'interno della parte posteriore delle gondole dei motori.

### Motori
Il progetto del Grushin Gr-1 prevedeva l'impiego di due Mikulin AM-37, motori a 12 cilindri a V di 60º raffreddato a liquido capaci ciascuno di erogare la potenza di 1 250 CV (919 kW); secondo le rare immagini disponibili, le eliche erano di tipo tripala.

### Armamento
L'armamento previsto per il caccia era particolarmente pesante e in linea con quello del Bf-110: nella prua del velivolo erano installate due mitragliatrici ShKAS, calibro 7,62 mm, e due cannoni ShVAK, calibro 20 mm. Altre due mitragliatrici ShKAS erano alloggiate, una per lato, nelle semiali. Ogni mitragliatrice era dotata di un serbatoio per 1 250 proiettili mentre quelli dei cannoni ne contenevano 300.
In aggiunta sarebbe stato possibile equipaggiare l'aereo con un pod ventrale dotato di due cannoni calibro 37 mm, con serbatoi da 200 proiettili ciascuno, mentre sotto le ali era possibile trasportare fino a quattro proiettili a razzo RS-82 o RS-132. In alternativa al pod con i cannoni sarebbe stato possibile trasportare, all'interno della fusoliera, un carico offensivo di bombe per un peso che poteva arrivare fino a 500 kg.

### Annotazioni
1. ↑  La denominazione del "costruttore" risulta scritta in modo diverso da quella del "progettista" poiché nel secondo caso la traslitterazione del cognome è effettuata secondo il sistema della traslitterazione scientifica, impiegato come standard convenzionale nelle pagine di Wikipedia in lingua italiana.
2. ↑  In russo: «Московский авиационный институт», traslitterato: «Moskovskij aviacionnyj institut».
3. ↑  In russo «Государственный Авиационный Завод» (ГАЗ), traslitterato in «Gosudarstvennyj Aviacionnyj Zavod» («GAZ»).
4. ↑  In alcuni casi denominato secondo le fonti di lingua inglese «KhAZ» (in cirillico «ХАЗ») dal russo «Харьковский Авиационный Завод», traslitterato come «Kharkovsky Aviatsionny Zavod», cioè Impianto Aeronautico di Charkiv.

### Fonti
1. 1 2 3 4 5 6 7 8 9 10 11 12 13  Грушин Гр-1 (ИДС), in "Уголок неба (Angolo di Cielo)".